# Joan Manuel Soldevilla i Albertí
Joan Manuel Soldevilla Albertí (Barcelona, 1964) resident a Figueres, és professor, escriptor i especialista en publicacions de còmics i literatura popular. Casat amb Maria Mercé Cuartiella. Llicenciat en filologia (UB, 1987) i diplomat en teologia (UdG, 1994). Professor a la UdG (1994-2002) i a l'Institut Ramon Muntaner de Figueres.
Reconegut tintinòleg, ha escrit Abecedari de Tintin (2002, premi Rovelló), Univers Hergé (2007), El pare de Carpanta i Zipi y Zape. Josep Escobar o la lluita contra el silenci (2005, premi Rovelló), El mundo de Escobar (2008), i Som i serem (tintinaires) (2013). Amb la seva dona Mercè Cuartiella ha escrit Capitán Verne, una novela sobre la amistad y los libros (2005). L'any 2014 amplia el seu activisme cultural publicant conjuntament amb Alejandro M. Viturtia el llibre Pedro Víctor Debrigode, el escritor de los prodigios (Barcelona. El Boletín.cc, 2014). L'edició d'aquest llibre va recobrar per Figueres l'exposició Descobrir Debry que Soldevilla havia comissariat l'any 2009, i que es va instal·lar a la Biblioteca Fages de Climent de Figueres, on també s'hi exposava una selecció de novel·les de quiosc de la col·lecció personal de Soldevilla i on es va realitzar la presentació del llibre. Pocs mesos després, a principis de 2015 la col·laboració de Soldevilla amb la Biblioteca de Figueres continua amb una altra exposició, conferència i visita guiada sota el títol Tebeos sota la carpa: el circ en el còmic, una iniciativa vinculada al Festival Internacional de Circ Ciutat de Figueres amb el suport de l'Arxiu Circus Art Foundation, l'Arxiu Ramon Bech i l'Arxiu Joan Manuel Soldevilla.
Entre els seus articles destaquen El tractament de la mort i el suïcidi en l'obra d'Hergé a la revista Ars brevis (2010) i Psicalíptics. Erotisme i transgressió a les revistes il·lustrades catalanes del principi del segle XX (Ajuntament de Sabadell, 2004). El 2009 va ser comissari de Figueres Capital de la Cultura Catalana 2009. Des de l'any 2015 col·labora com a redactor en el museu digital dedicat a l'humor gràfic Humoristan. El març de 2016 col·labora en el quart número de la revista Tentacles.

## Obra[11]
- L'aventura dels Lee. Figueres: Editorial Norfeu, 2021.
- Tintín era català (o això em pensava). Figueres: Brau edicions, 2021.
- Autopista. Barcelona: Columna, 2021. ISBN 9788466426879
- Del Quijote a Tintín: relaciones insospechadas entre un libro de "burlas" y un tebeo "infantil". Figueres: Edicions Cal·lígraf, febrer 2020[12]
- El amigo de Praga. Traducido del catalán al español por Gemma Márquez. Avinyonet de Puigventós: L'Art de la Memòria, 2019[13]
- L'amic de Praga. Barcelona: Columna, 2017[14]
- Don Quijote en Barcelona: la ciudad imaginada. Figueres: Cal·lígraf, 2016[15]
- Àngel Puigmiquel: una aventura gràfica. Barcelona: Diminuta: Biblioteca de Catalunya. ISBN 978-84-942399-6-0 (2015)
- Josep Coll: el observador perplejo. Barcelona: Diminuta, 2015. ISBN 978-84-942399-4-6 (2015)
- Dibuixants a la trinxera, en col·laboració amb Sebastià Roig (2014)
- Pedro Víctor Debrigode: el escritor de los prodigios en col·laboració amb Alejandro M. Viturtia. (2014).
- Marco Polo: la ruta de les meravelles en col·laboració amb Yue Hain-jun i il·lustracions de Robert Ingpen (2013)
- Som i serem (tintinaires) (2013)
- Jaume Ministral i Masià. (2013)
- Figueres, possiblement la ciutat + en col·laboració amb Josep Maria Dacosta (2013)
- Las Aventuras del barón de Munchausen, Gottfried A. Bürger; ilustraciones: Svetlin; versión libre: Eduardo Murias de Aller; actividades: Joan Manuel Soldevilla. (2012)
- Figueres, possiblement la ciutat més estranya del món (Figueres, 2012)
- El Mundo de Escobar: 100 años del nacimiento del creador de Carpanta y Zipi y Zape, Antoni Guiral, Joan Manuel Soldevilla. (2008)
- El Vas de plata i altres obres de misericòrdia / Antoni Marí; introducció: Manuel Guerrero ; notes i activitats: Joan Manuel Soldevilla ; il·lustració: Andrés Hispano. (2007)
- Univers Hergé amb il·lustracions de Dani Majà. (2007)
- Kim / Rudyard Kipling ; adaptació: Eduardo Alonso ; il·lustracions: Francisco Solé, Fuencisla del Amo ; traducció: Carles Ferrer ; activitats: Joan Manuel Soldevilla. (2006)
- Jules Verne : 1828-1905, (2005)
- Capitán Verne : una novela sobre la amistad y los libros en col·laboració amb Maria Mercè Cuartiella (2005)
- El Pare de Carpanta i Zipi y Zape : Josep Escobar o la lluita contra el silenci (2005)
- La Patrulla dels castors / text: Joan Manuel Soldevila
- Abecedario de Tintín : anatomía de un personaje universal amb pròleg d'Alex de la Iglesia. (2003)
- Historietes amb D.O. Empordà catàleg de l'exposició en col·laboració amb Sebastià Roig i Josep Maria Joan Rosa (2003)
- Els Tebeos i el Museu : el nostre patrimoni cultural (2002)
- L'Abecedari de Tintín : pistes per endinsar-se en el món de l'intrèpid reporter amb pròleg de Josep Vallverdú (2002)
- L'Aventura del TBO : un viatge pels dibuixos originals del TBO del Centre de Documentació del Museu del Joguet de Catalunya (2002)
- Marco Polo : la ruta de las maravillas / en col·laboració amb Yue Hain-jun (2012)
- 100 dies Enregistrament de vídeo, dirigit per Vicenç Asensio i Rovira i guió (2009)
- Robinson Crusoe amb il·lustracions de Robert Ingpen (2006)
- La Reina de les neus / Hans Christian Andersen amb il·lustracions: P.J. Lynch, versió de Ferran Vidal i Vicens i activitats de Juan Manuel Soldevilla (2001)